# گذرگاه (فیلم ۲۰۱۴)
گذرگاه (به انگلیسی: The Crossing) (به چینی: 太平轮) یک فیلم چینی درام و جنگی به کارگردانی جان وو که یک داستان عاشقانه را در بستری تاریخی-حماسی روایت می‌کند. ژانگ زییی، تاکشی کانسشیرو، سونگ هه کیو، خوانگ شیائومینگ، تونگ داوی و ماسامی ناگاساوا از جمله بازیگران این فیلم هستند داستان براساس حادثه‌ی فروریختن کشتی «Taiping» در سال ۱۹۴۹ است که منجر به مرگ بیش از ۱۵۰۰ مسافر و خدمه شد. اولین قسمت فیلم، در چین و در تاریخ ۲ دسامبر ۲۰۱۴ منتشر شد. قسمت دوم، در تاریخ ۳۰ ژوئیه ۲۰۱۵ منتشر شد.

## فیلمبرداری
فیلم برداری در ۶ ژوئیه سال ۲۰۱۳ در پکن آغاز شد  که شامل مکان های دیگر مغولستان داخلی، شانگهای، تایوان و تیانجین بود.